# Xã Fremont, Quận Steuben, Indiana
Xã Fremont (tiếng Anh: Fremont Township) là một xã thuộc quận Steuben, tiểu bang Indiana, Hoa Kỳ. Năm 2010, dân số của xã này là 2.993 người.